# Lotus pedunculatus
Lotus pedunculatus — вид рослин родини бобові (Fabaceae), поширений у Європі, Північній Африці, Макаронезії, пн.-зх. Азії.

## Опис
Багаторічна невитка трав'яниста рослина 23–120 см заввишки, гола або майже так. Стебла прямостійні або висхідні, розгалужені. Листки з 5 листочками, добре виражені нерви, сірувато-зелені знизу. Суцвіття з (2)5–18 квітками. Чашечка: трубка 2–3.5(4) мм; зуби 1.5–5 мм. Віночок 10–15 мм, ≈ 2 рази довше чашечки, жовтого кольору, з жилами червонуватого кольору. Плід 10–40 x 1.5–2.5(3) мм з (4)8–25(30) насінням. Насіння 0.9–1.3 мм, від буро-жовтуватих до коричнево-зеленуватих.

## Поширення
Поширений у Європі, Північній Африці, Макаронезії, пн.-зх. Азії.

## Галерея

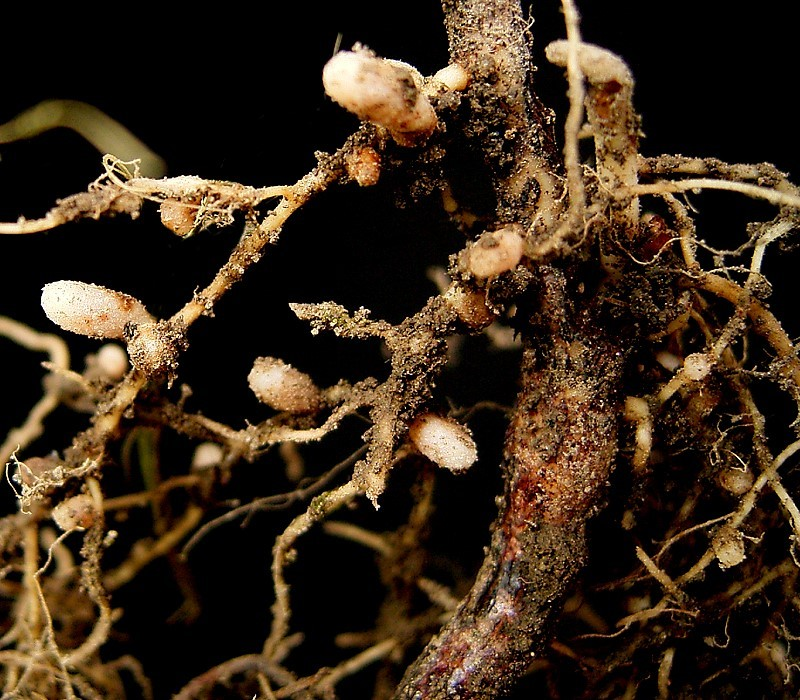
коріння
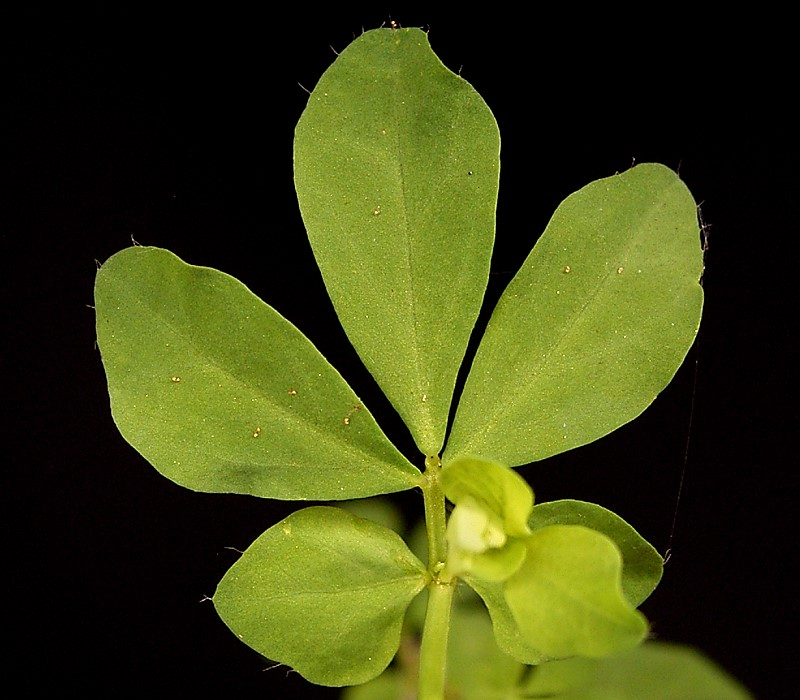
листок
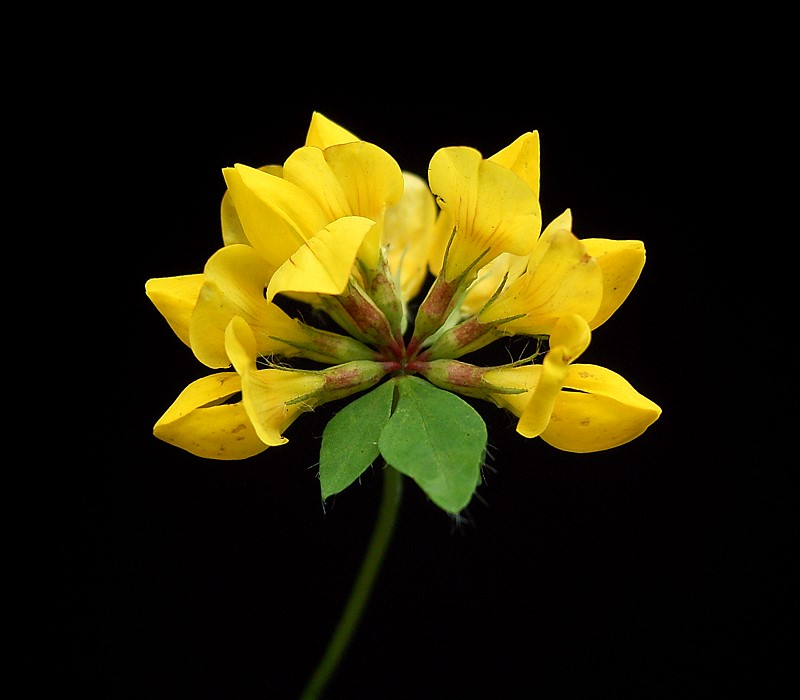
суцвіття
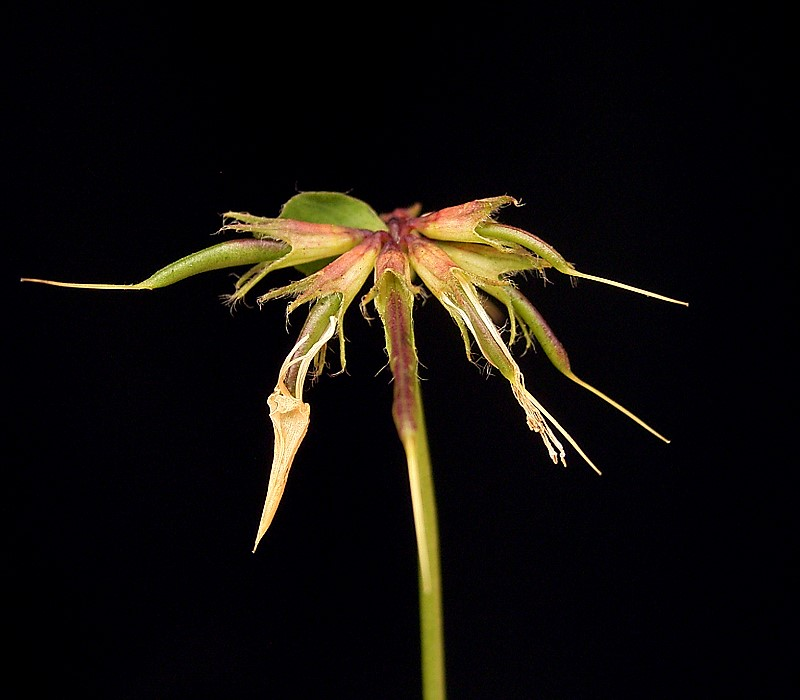
плоди
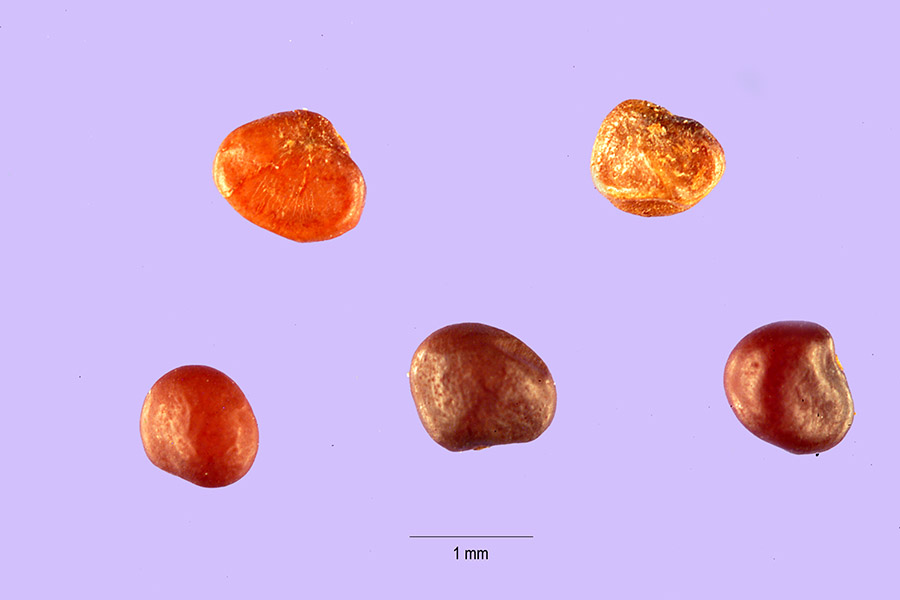
насіння